# Каракемерський сільський округ (Єнбекшиказахський район)
Каракеме́рський сільський округ (каз. Қаракемер ауылдық округі, рос. Каракемерский сельский округ) — адміністративна одиниця у складі Єнбекшиказахського району Алматинської області Казахстану. Адміністративний центр — село Каракемер.
Населення — 8620 осіб (2021; 6513 у 2009, 5131 у 1999, 5291 у 1989).
Станом на 1989 рік існувала Каракемерська сільська рада (села Каракемер, Сатай, Талдибулак).

## Склад
До складу округу входять такі населені пункти:
| Населений пункт  | Населення, осіб (1989) | Населення, осіб (1999) | Населення, осіб (2009) | Населення, осіб (2021) |
| ---------------- | ---------------------- | ---------------------- | ---------------------- | ---------------------- |
| Каракемер, село  | 4070                   | 3992                   | 5045                   | 6426                   |
| Сатай, село      | 164                    | 134                    | 288                    | 873                    |
| Талдибулак, село | 1057                   | 1005                   | 1180                   | 1321                   |